# Präsidentschaftswahl in der Ukraine 2019

Standarte des Präsidenten der Ukraine

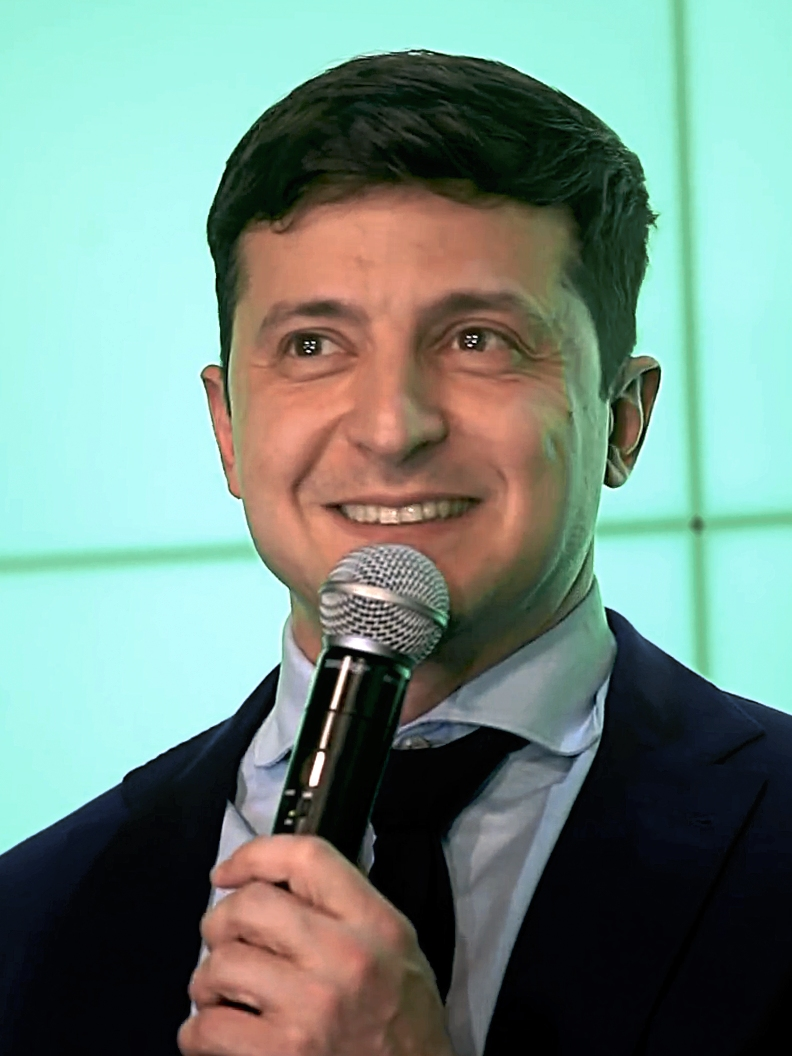
Sieger der Präsidentschaftswahl 2019 – Wolodymyr Selenskyj

Die Präsidentschaftswahl in der Ukraine 2019 fand in zwei Wahlgängen am 31. März 2019 und am 21. April 2019 statt. Im zweiten Wahlgang, einer Stichwahl, standen sich in der Amtsinhaber Petro Poroschenko und Wolodymyr Selenskyj gegenüber. Selenskyj erhielt 73,22 % der Stimmen; die Wahlbeteiligung betrug 61,37 %.

## Verlauf

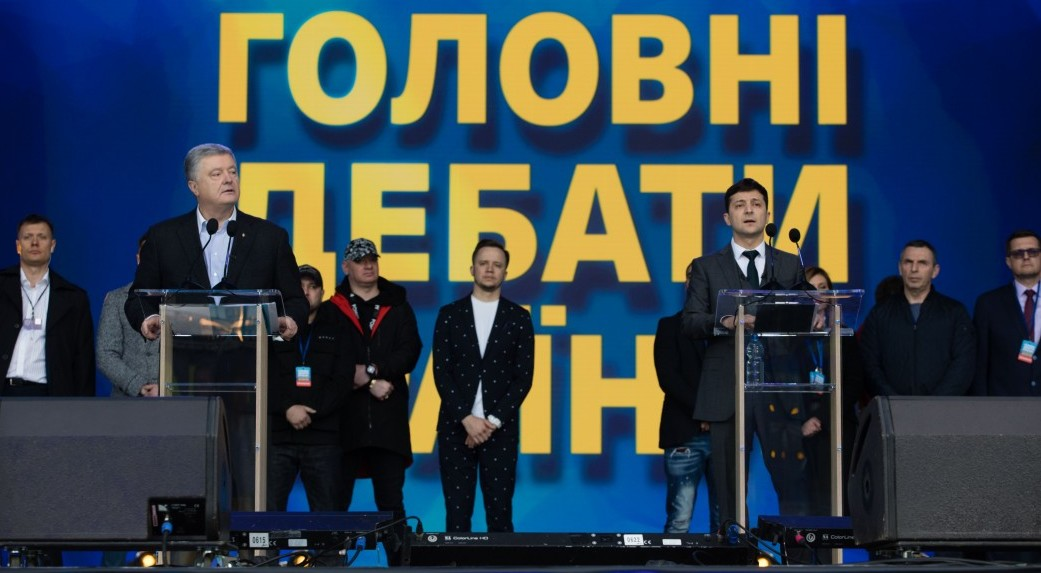
Präsidentschaftskandidaten beim Rededuell auf der Bühne im Olympiastadion Kiew am 19. April 2019

Aufgerufen zur Teilnahme an der Wahl des Präsidenten der Ukraine waren 34.544.993 Wähler. 
Die Zentrale Wahlkommission der Ukraine kündigte den Wahlprozess und damit den Beginn des Wahlkampfes am 30. Dezember 2018 an. Der Rechtsanwalt und ehemalige Minister für Ökologie und natürliche Ressourcen der Ukraine Ihor Schewtschenko registrierte sich am 31. Dezember 2018.
Die erste Wahlrunde fand am 31. März statt. Deren offizielles Ergebnis wurde fristgemäß am 3. April 2019 veröffentlicht. Da im ersten Wahlgang keiner der Kandidaten eine absolute Mehrheit der Stimmen erhielt, fand am 21. April 2019 eine Stichwahl statt. Den Abschluss des Wahlkampfes stellte zwei Tage zuvor die TV-Liveübertragung eines Rededuells der Präsidentschaftskandidaten im für 70.000 Besucher konzipierten Olympiastadion Kiew. Laut Polizeiangaben verfolgten mehr als 20.000 Menschen die Veranstaltung vor Ort, wobei nach offiziellen Angaben mehr als 10.000 Sicherheitskräfte auf dem Stadiongelände vertreten waren. Im Rededuell präsentierte sich Selenskyj als das Ergebnis der Fehler Poroschenkos. Der Amtsinhaber behauptete, Selenskyj wäre politisch unerfahren, schwach vor Putin und abhängig von Ihor Kolomojskyj. 
Selenskyj präsentierte sich als Vertreter eines neuen, offeneren Landes, das nicht von korrupten Oligarchen regiert wird.
Am 23. April 2019 wurde das endgültige Wahlergebnis des zweiten Wahlganges bekanntgegeben. 
Selenskyj  legte seinen Amtseid am 20. Mai 2019 vor der der Werchowna Rada ab und amtiert seitdem.
Nach Angaben der Zentralen Wahlkommission aus dem Januar 2019 werde die Präsidentschaftswahl 2,354 Mrd. UAH (rund 75 Millionen Euro) kosten.

## Vorgeschichte
Nach der vorgezogenen Präsidentschaftswahl 2014, die den Protesten gegen die Regierung in der Ukraine mit der Absetzung von Präsident Wiktor Janukowytsch folgte, fand die Wahl 2019 am Ende der Amtsperiode des amtierenden Präsidenten Petro Poroschenko statt.
Aufgrund der russischen Annexion der Krim sowie der Herrschaft pro-russischer Rebellen in Teilen des Donbas in der Ostukraine konnten seit 2014 rund 12 Prozent der ukrainischen Wähler nicht an der Wahl teilnehmen.
Russland verhängte im Vorfeld der Wahl Sanktionen gegen ukrainische Politiker, wobei Petro Poroschenko nicht, Julija Tymoschenko hingegen schon auf der Liste stand; diese Liste wurde im Land trotz ihrer Inkonsistenzen und dem angesichts ihrer Begründung eigentlich unpassenden Zeitpunkt eher wie eine Auszeichnung aufgenommen.

## Kandidaten
Bei der Präsidentschaftswahl 2019 wurde mit einer Rekordzahl an Kandidaten gerechnet. Die Kandidaten konnten sich zwischen dem 31. Dezember 2018 und dem 3. Februar 2019 registrieren lassen. Am 9. Februar 2019 wurde die endgültige Liste der Präsidentschaftskandidaten bekanntgegeben. Die Wahlkommission lehnte die Registrierung von mehr als 40 Bewerbern zur Kandidatur ab, deren Dokumente nicht den Gesetzen entsprachen oder deren Nominierungsverfahren fehlerhaft war.
Folgende Präsidentschaftskandidaten – alphabetisch sortiert – standen letztendlich zur Wahl:
1. Hennadij Balaschow
2. Roman Bessmertnyj
3. Olha Bohomolez
4. Inna Bohoslowska
5. Jurij Bojko
6. Wiktor Bondar
7. Oleksandr Danyljuk
8. Jurij Derewjanko
9. Mykola Haber
10. Anatolij Hryzenko
11. Serhij Kaplin
12. Jurij Karmasin
13. Arkadij Kornazkyj
14. Ruslan Koschulynskyj
15. Wiktor Krywenko
16. Witalij Kuprij
17. Illja Kywa
18. Oleh Ljaschko
19. Julija Lytwynenko
20. Oleksandr Moros
21. Walentyn Nalywajtschenko
22. Roman Nassirow
23. Serhij Nossenko
24. Andrij Nowak
25. Wolodymyr Petrow
26. Petro Poroschenko
27. Ruslan Ryhowanow
28. Witalij Skozyk
29. Ihor Schewtschenko
30. Oleksandr Schewtschenko
31. Wassyl Schurawljow
32. Wolodymyr Selenskyj
33. Ihor Smeschko
34. Oleksandr Solowjow
35. Serhij Taruta
36. Julija Tymoschenko
37. Jurij Tymoschenko
38. Oleksandr Waschtschenko
39. Oleksandr Wilkul

## Ergebnis
Die Zentrale Wahlkommission der Ukraine hat am 23. April 2019 nach Auszählung aller Stimmen folgende Zahlen veröffentlicht. Demnach errang Selenskyj in sämtlichen Regionen der Ukraine bis auf die Oblast Lwiw, in der Poroschenko siegte, eine Stimmenmehrheit.
Am 20. Mai 2019 fand in Kiew die Amtseinführung von Wolodymyr Selenskyj als ukrainischer Präsident statt.
| Kandidaten                                                         | Kandidaten           | Parteien                               | 1. Wahlgang | 1. Wahlgang | 2. Wahlgang | 2. Wahlgang |
| Kandidaten                                                         | Kandidaten           | Parteien                               | Stimmen     | %           | Stimmen     | %           |
| ------------------------------------------------------------------ | -------------------- | -------------------------------------- | ----------- | ----------- | ----------- | ----------- |
|                                                                    | Wolodymyr Selenskyj  | Sluha narodu                           | 5.714.034   | 30,6        | 13.541.528  | 75,0        |
|                                                                    | Petro Poroschenko    | Parteiloser (Solidarnist)              | 3.014.609   | 16,1        | 4.522.450   | 25,0        |
|                                                                    | Julija Tymoschenko   | Allukrainische Vereinigung „Vaterland“ | 2.532.452   | 13,6        |             |             |
|                                                                    | Jurij Bojko          | Parteiloser                            | 2.206.216   | 11,8        |             |             |
|                                                                    | Anatolij Hryzenko    | Bürgerliche Position                   | 1.306.450   | 7,0         |             |             |
|                                                                    | Ihor Smeschko        | Parteiloser                            | 1.141.332   | 6,1         |             |             |
|                                                                    | Oleh Ljaschko        | Radikale Partei Oleh Ljaschkos         | 1.036.003   | 5,5         |             |             |
|                                                                    | Oleksandr Wilkul     | Oppositionsblock                       | 784.274     | 4,2         |             |             |
|                                                                    | Ruslan Koschulynskyj | Allukrainische Vereinigung „Swoboda“   | 307.244     | 1,6         |             |             |
|                                                                    | Jurij Tymoschenko    | Parteiloser                            | 117.693     | 0,6         |             |             |
| Übrige 29 Kandidaten                                               | Übrige 29 Kandidaten | Übrige 29 Kandidaten                   | 508.857     | 2,7         | –           | –           |
| Gesamt                                                             | Gesamt               | Gesamt                                 | 18.669.164  | 100         | 18.063.978  | 100         |
|                                                                    |                      |                                        |             |             |             |             |
| Ungültige Stimmen                                                  | Ungültige Stimmen    | Ungültige Stimmen                      | 224.700     | 1,2         | 427.859     | 2,3         |
| Wähler                                                             | Wähler               | Wähler                                 | 18.893.864  | 62,9        | 18.491.837  | 61,4        |
| Wahlberechtigte                                                    | Wahlberechtigte      | Wahlberechtigte                        | 30.047.302  |             | 30.105.004  |             |
|                                                                    |                      |                                        |             |             |             |             |
| Quellen: Erster Wahlgang: cvk.gov.ua; Zweiter Wahlgang: cvk.gov.ua |                      |                                        |             |             |             |             |

- Präsidentschaftswahl 2019; 1. Wahlgang. Gewonnene Wahlkreise:
 Wolodymyr Selenskyj
 Petro Poroschenko
 Julija Tymoschenko
 Jurij Bojko

Präsidentschaftswahl 2019, zweiter Wahlgang: Gewonnene Wahlkreise:  Wolodymyr Selenskyj  Petro Poroschenko
Präsidentschaftswahl 2019, zweiter Wahlgang: Gewonnene Wahlkreise: Wolodymyr Selenskyj Petro Poroschenko
Wahlbeteiligung beim ersten Wahlgang
Wahlbeteiligung bei der Stichwahl am 21. April 2019

## Umfragen

### Erster Wahlgang
Die letzten Umfragen vor der Wahl prognostizierten einen Sieg im ersten Wahlgang des Schauspielers Wolodymyr Selenskyj mit 25–27 %. Dahinter sahen die Demoskopen einen relativ engen Kampf um den zweiten Platz und somit um den Einzug in die Stichwahl zwischen dem bisherigen Präsidenten Petro Poroschenko und Julija Tymoschenko; letztere wurde in der Endphase des Wahlkampfes eher als Außenseiterin im Kampf um das Amt des Staatsoberhauptes gesehen.
Dahinter folgen abgeschlagen der Parteichef der Bürgerlichen Position Anatolij Hryzenko sowie Jurij Bojko vom Oppositionsblock mit jeweils 8 bis 11 Prozent und der Vorsitzende der Radikalen Partei Oleh Ljaschko mit 5–6 Prozent.
| Institut                                   | Datum         | Julija Tymoschenko | Wolodymyr Selenskyj | Anatolij Hryzenko | Jurij Bojko | Petro Poroschenko | Oleh Ljaschko | Swjatoslaw Wakartschuk | Jewhenij Murajew | Andrij Sadowyj | Wadym Rabinowytsch | Oleksandr Schewtschenko | Oleksandr Wilkul | Sonstige |
| ------------------------------------------ | ------------- | ------------------ | ------------------- | ----------------- | ----------- | ----------------- | ------------- | ---------------------- | ---------------- | -------------- | ------------------ | ----------------------- | ---------------- | -------- |
| Rating                                     | 27. März 2019 | 17,2 %             | 26,6 %              | 9,8 %             | 9,5 %       | 17,2 %            | 5,4 %         | –                      | –                | –              | –                  | –                       | 4,0 %            | –        |
| Razumkov                                   | 26. März 2019 | 14,8 %             | 24,8 %              | 8,2 %             | 10,0 %      | 22,1 %            | 6,0 %         | –                      | –                | –              | –                  | –                       | 4,6 %            | –        |
| Demokratische Initiative                   | 26. März 2019 | 12,8 %             | 27,6 %              | 8,4 %             | 11,1 %      | 18,2 %            | 5,2 %         | –                      | –                | –              | –                  | –                       | 4,0 %            | –        |
| Institut für Sozialstudien                 | Februar 2019  | 16,2 %             | 25,1 %              | 11,3 %            | 11,3 %      | 16,6 %            | 7,7 %         | –                      | –                | 5,6 %          | –                  | –                       | –                | –        |
| Soziologische Gruppe „РЕЙТИНГ“             | Januar 2019   | 15,1 %             | 17,2 %              | 6,6 %             | 8,2 %       | 11,7 %            | 5,1 %         | –                      | 2,7 %            | 1,9 %          | –                  | 1,8 %                   | 1,4 %            | 28,3 %   |
| Institut für Sozialstudien                 | Dezember 2018 | 20 %               | 11,9 %              | 11,6 %            | 11,1 %      | 10,9 %            | 8,2 %         | 3,8 %                  | 6,2 %            | 5,5 %          | –                  | 3,9 %                   | –                | 6,9 %    |
| Razumkov & Rating                          | November 2018 | 21 %               | 11,0 %              | 10,0 %            | 9,0 %       | 10,0 %            | 6,0 %         | –                      | –                | –              | –                  | –                       | –                | 33,0 %   |
| Soziologisches Zentrum Mychajlo Drahomanow | November 2018 | 15,1 %             | 10,0 %              | 7,2 %             | 6,6 %       | 11,4 %            | 5,4 %         | 5,1 %                  | 3,7 %            | 2,3 %          | 2,7 %              | 2,6 %                   | –                | 28,9 %   |
| Kaz, Razumkov & Rating                     | November 2018 | 20,7 %             | 10,3 %              | 11,4 %            | 9,9 %       | 8,7 %             | 7,6 %         | 5,5 %                  | 5,1 %            | 2,9 %          | 3,7 %              | 3,3 %                   | –                | 10,9 %   |

### Zweiter Wahlgang
Die Demoskopen gingen von einem deutlichen Sieg für Wolodymyr Selenskyj aus. Die letzte Umfrage vor dem Wahlsonntag am 21. April führte das Umfrageinstitut „Rating“ durch, deren Daten auf das Zeitfenster zwischen dem 12. und 16. April basieren. Sie wurde am 18. April veröffentlicht. Demnach reagierten die Befragten auf die Frage „Wen wählen Sie in der zweiten Runde der Präsidentschaftswahlen?“ wie folgt: 52 % nannten Selenskyj, 19 % Poroschenko, 19 % hatten sich bisher nicht entschieden und 10 % beabsichtigen nicht zu wählen. Unter denjenigen, die in der Stichwahl wählen wollen, beabsichtigen 58 % für Selenskyj zu stimmen, 22 % für Poroschenko und 20 % waren bisher unentschieden.
Vor dem ersten Wahlgang
| Institut       | Datum             | Wolodymyr Selenskyj | Petro Poroschenko |
| -------------- | ----------------- | ------------------- | ----------------- |
| Rating         | 27. Dezember 2018 | 29 %                | 14 %              |
| BDM            | 14. Januar 2019   | 30 %                | 13 %              |
| Rating         | 24. Januar 2019   | 34 %                | 20 %              |
| KIIS           | 10. Februar 2019  | 40 %                | 18 %              |
| Razumkov       | 14. Februar 2019  | 32 %                | 19 %              |
| Sociopolis     | 15. Februar 2019  | 42 %                | 18 %              |
| PPI            | 18. Februar 2019  | 70 %                | 30 %              |
| SORA, SM, UICI | 31. März 2019     | 49,4 %              | 19,8 %            |

Nach dem ersten Wahlgang
| Institut        | Datum          | Wolodymyr Selenskyj | Petro Poroschenko |
| --------------- | -------------- | ------------------- | ----------------- |
| Rating          | 10. April 2019 | 51 %                | 21 %              |
| Edison Research | 13. April 2019 | 55,1 %              | 30,9 %            |
| KIIS            | 16. April 2019 | 72,2 %              | 25,4 %            |
| Rating          | 18. April 2019 | 52 %                | 19 %              |